# Ящурка Нікольського
Ящурка Нікольського (Eremias nikolskii) — представник роду Ящурок родини Справжні ящірки. Інша назва «киргизька ящурка».

## Опис
Довжина тулуба до 8 см, хвіст у 1,5 рази довше. Підочний щиток торкається краю рота. Лобоносовой зазвичай один, його довжина не перевищує ширину. Надочноямкові щитки не відокремлюються від лобового і лоботім'яних щитків. Навколо середини тулуба 45–59 лусок. Луска поверх хвоста гладенька або слабкоребріста. Навколо 9–10 хвостового кільця 23–31 лусочка. Стегнових пір — 12–20, рядки їх досягають колінного згину.
Молоді ящурки зверху сіруватого кольору з 5 вузькими чорними смужками на спині. Боки тулуба у світлих, розташованих рядками, рисочках і плямочках, контрастно виділяються на майже чорному фоні. У дорослих особин спинні смуги розпадаються на плями з рядами білуватих або зеленуватих «очок», найдобріше виражених з боків тулуба між передніми і задніми кінцівками. Черево білого або жовтуватого забарвлення. Низ хвоста і стегон жовтувато-охристий. Характер і ступінь контрастності тулубного малюнка помітно залежать від висоти мешкання ящурок у горах.

## Поширення
Мешкає у горах системи Тянь-Шаню і північного Паміро-Алаю у межах Киргизії, Ферганської долини в Узбекистані і північному Таджикистані, на крайньому південному сході Казахстану (Терськей-Алатау).

## Спосіб життя
Полюбляє долини та ущелини гірських річок, щебенисті й глинисті ґрунти з розрідженою трав'янистої і чагарникової рослинністю, уламки скель. Місцями проникає також у зону деревоподібної арчи і у горіхово-плодове рідколісся. Основні місцеперебування лежать на висотах 950-3000 м над рівнем моря. Ховається у норах гризунів і порожнинах під камінням і корінням рослин. Здатна рити неглибокі нори у супіщаному ґрунті, які не перевищують 10–15 см у довжину. Точні терміни догляду, на зимівлю не встановлені, але відбувається це, мабуть, не раніше початку жовтня, оскільки активні особини спостерігалися на півночі Таджикистану 27 вересня. Після зимівлі в залежності від висоти проживання з'являються наприкінці березня — початку квітня. Харчується комахами, серед яких переважають жуки, саранові, мурашки, клопи. Місцями в порівняно великій кількості поїдає павуків.
Це яйцекладна ящірка. Статева зрілість настає на 2 році життя. Парування відбувається з кінця березня по червень, а єдина кладка — з другої половини травня по кінець червня. У кладці 3–5 яєць розміром 6–8 × 12–16 мм. Молоді ящурки довжиною до 2,5 см з'являються у липні-серпні.